# Thurzó Kálmán
Thurzó Kálmán (szül. Thurzó Árpád) (Pozsony, 1920. július 6. – Pannonhalma, 1996. június 1.) bencés szerzetes, gimnáziumi tanár.
A gimnáziumot a budapesti bencéseknél végezte. 1939. augusztus 6-án lépett a rendbe; 1941. június 27-én első, 1944. június 27-én ünnepélyes fogadalmat tett, majd november 19-én Apor Vilmos győri püspök szentelte pappá rendtársával, Szennay András későbbi főapáttal együtt. 1944-47 között a rend komáromi, majd 1947-től a rend kőszegi gimnáziumában tanított.
Az iskolák államosítása után előbb Kőszegpatyon, majd Veszprémvarsányban lelkész. 1957 nyarán elhurcolták, de októberben vádemelés nélkül elengedték, lakhelyéről azonban távoznia kellett. 1959-től Győrszentivánon volt lelkész, majd vámügybe keveredve 1966. február 24-én házkutatás után két káplánjával együtt Győrbe vitték. Nyolc havi vizsgálati fogság után október 24-én ideiglenesen, majd 1967-ben véglegesen szabadult. Ezután Bársonyoson végzett lelkipásztori feladatokat 1985-ig. Ezután visszavonult Pannonhalmára, s itt töltötte utolsó, nyugdíjas éveit.